# Дивинский сельсовет (Новосибирская область)
Дивинский сельсовет — сельское поселение в Болотнинском районе Новосибирской области Российской Федерации.
Административный центр — посёлок Дивинка.

## История
Статус и границы сельского поселения установлены Законом Новосибирской области от 2 июня 2004 года № 200-ОЗ «О статусе и границах муниципальных образований Новосибирской области»

## Население
| 2002 | 2010  | 2012  | 2013  | 2014  | 2015  | 2016  |
| ---- | ----- | ----- | ----- | ----- | ----- | ----- |
| 1141 | ↘1048 | ↘1045 | →1045 | ↗1046 | ↘1022 | ↘1016 |
| 2017 | 2018  | 2019  | 2020  | 2021  |       |       |
| ↘991 | ↗996  | ↗998  | ↘967  | →967  |       |       |

## Состав сельского поселения
| № | Населённый пункт | Тип населённого пункта          | Население |
| - | ---------------- | ------------------------------- | --------- |
| 1 | Дивинка          | посёлок, административный центр | ↘763      |
| 2 | Турнаево         | село                            | ↘271      |
| 3 | Тын              | железнодорожная станция         | ↘14       |